# San Ignacio (Belize)
San Ignacio, dawniej Cayo lub El Cayo – miasto w zachodniej części Belize w dystrykcie Cayo, którego jest stolicą.
Miasto położone jest 115 km na zachód od Belize City, w pobliżu gwatemalskiej granicy. Leży nad rzeką Macal, która na wschód od miasta łączy się z Mopan tworząc rzekę Belize.
Wraz z bliźniaczym miastem Santa Elena, leżącym po drugiej stronie Macal, z którym połączone jest mostem wiszącym, tworzy drugi pod względem wielkości obszar zurbanizowany w Belize. San Ignacio jest też największym miastem w Belize nie posiadającym uniwersytetu. W 2005 liczyło ok. 16 800 mieszkańców. Duża część mieszkańców miasta jest pochodzenia indiańskiego lub metyskiego. Dominują wyznawcy katolicyzmu, sporą grupę stanowią mennonici.
Duży ośrodek gospodarczy, również turystyczny. Handel bydłem, towarami rolnymi, wewnątrz krajowy oraz z Gwatemalą.

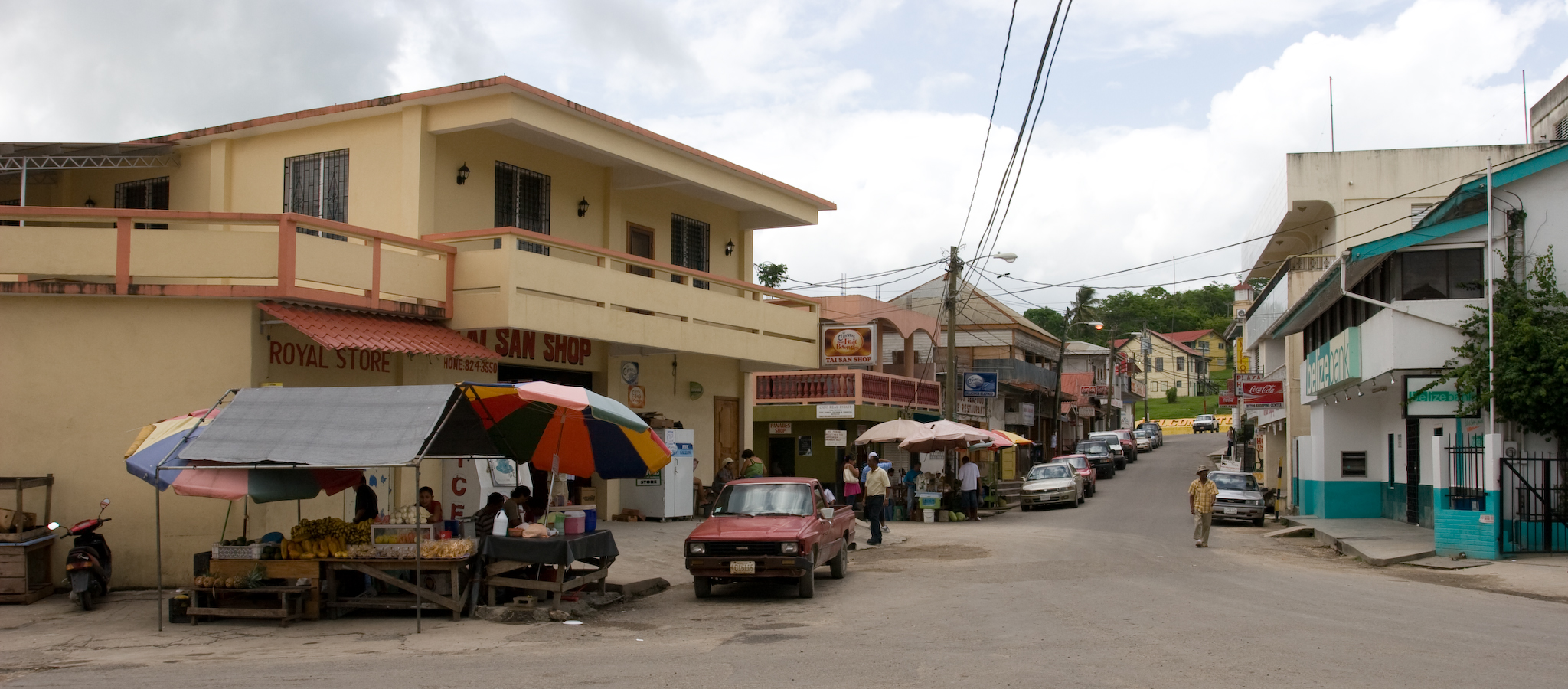
Town Street
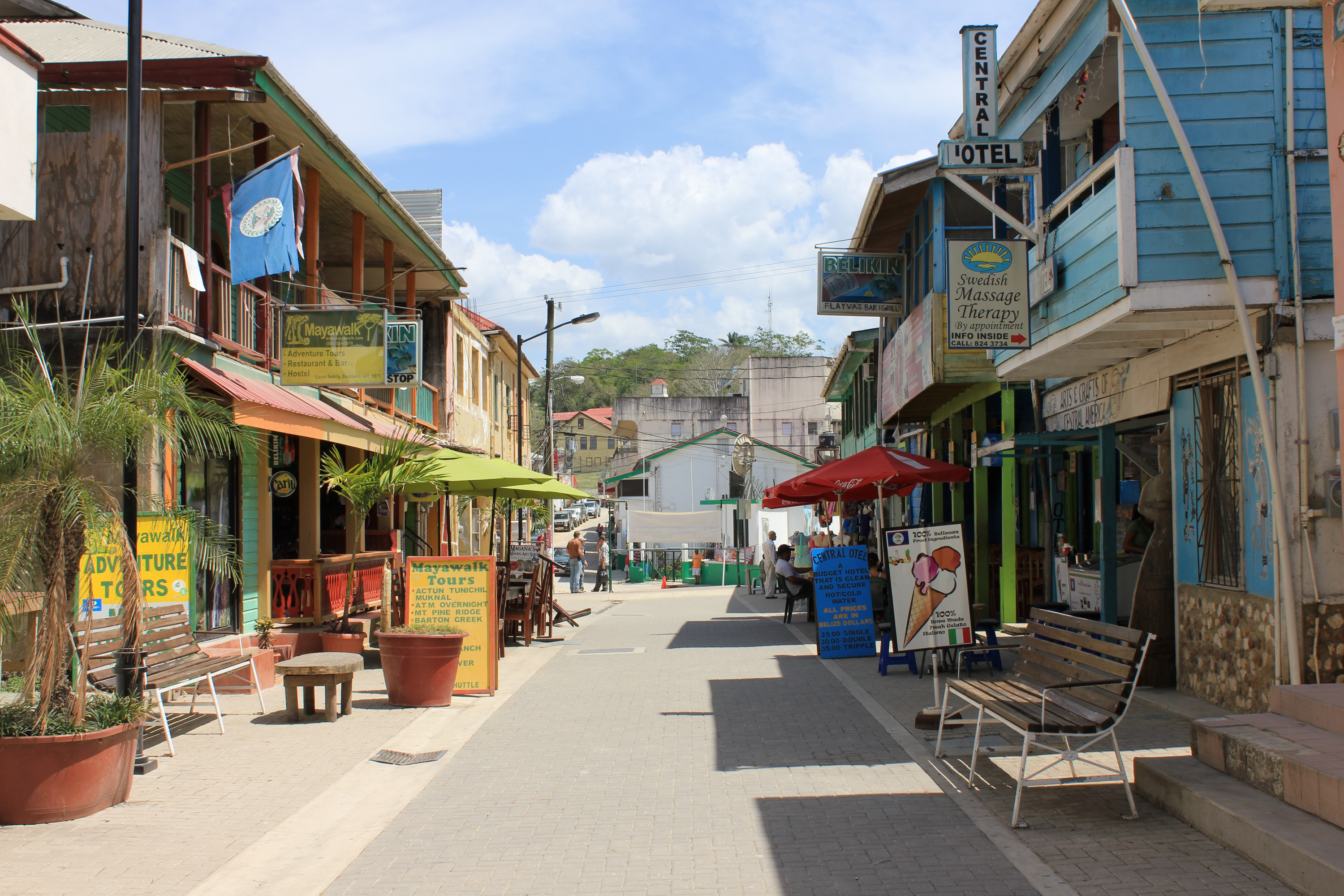
Burns Ave
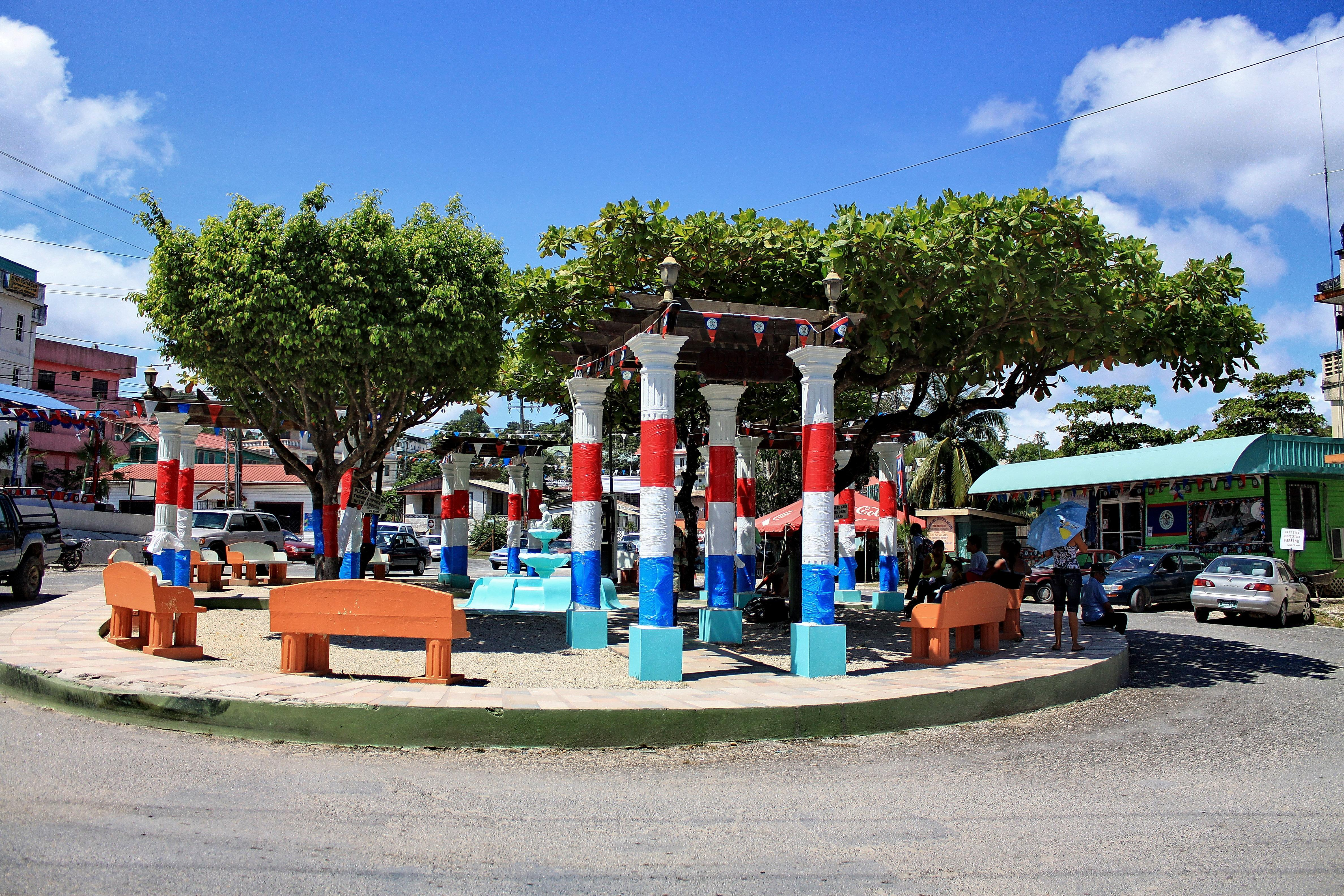
Park przed posterunkiem policji